# Jérôme Chauvet
Jérôme Chauvet, né le 15 août 1969 à Nîmes, est un joueur puis entraîneur français de handball.

## Biographie
Formé à l'USAM Nîmes Gard, Jérôme Chauvet fait ses débuts au haut niveau au poste de pivot avec le club de sa ville à la fin des années 1980. Il est ensuite envoyé en prêt aux Girondins de Bordeaux HBC durant trois saisons. De retour au club, il participe à la remontée de l'USAM dans l'élite en 2001 avant de mettre  un terme à sa carrière de joueur en 2002.
Après sa carrière de joueur, il occupe de nombreuses fonctions au sein du club nîmois. D'abord entraîneur adjoint, il passe directeur du centre de formation de 2005 à 2008. Après une courte expérience avec le SUN AL Bouillargues, il revient au club pour diriger l'équipe réserve qui termine championne de Nationale 2 en 2010. Il est nommé à la tête de l'équipe première en 2011.
Après la relégation en deuxième division, il réussit à faire remonter le club dans l'élite. En difficulté en championnat, il quitte son poste et laisse sa place à Franck Maurice en novembre 2014. Il redevient directeur du centre de formation à partir de cette date.

## Palmarès

### En club
Compétitions nationales
- Vainqueur du championnat de France (1) : 1990
- Vainqueur de la coupe de France (1) : 1994
- Vainqueur du championnat de France de deuxième division (1) : 2001